# Hagfors (comune)
Hagfors è un comune svedese di 12 508 abitanti, situato nella contea di Värmland. Il suo capoluogo è la cittadina omonima.

## Località
Nel territorio comunale sono comprese le seguenti aree urbane (tätort):
- Bergsäng
- Edebäck
- Ekshärad
- Geijersholm
- Hagfors
- Mjönäs
- Munkfors (parte)
- Råda
- Sunnemo
- Uddeholm

## Amministrazione

### Gemellaggi
- Lappo
- Sørum
- Kjellerup